# Église San Gregorio de Venise
L'église et abbaye de San Gregorio forment une entité catholique aujourd'hui déconsacrée de Venise, située dans le quartier de Dorsoduro.

## Histoire
Au début du XIIIe siècle, les frères bénédictins de l'Ordre de Sant'Ilario et de Saint-Benoît ont reçu la concession papale qui les autorise à transférer leur siège à cette abbaye, qui est déjà célèbre et capable d'exercer son autorité sur de vastes territoires, ayant des siècles d'histoire derrière elle. 
Il s'agissait d'un théâtre d'événements lié aux origines du pouvoir de le Sérénissime et à la définition de ses frontières. Elle n'avait pas été épargné par le feu qui avait causé de grands dommages à la ville en 1105. La position du monastère, éminente pour des raisons stratégiques, lorsqu'il y avait un danger d'incursions barbares et plus tard privilégié pour des raisons économiques, tout en facilitant la croissance des maisons autour d'elle d'autre part, il a cessé d'attirer la convoitise des seigneurs et des marchands qui n'avaient pas forcément des pratiques monastiques.

Dans la seconde moitié du XVe siècle, il a été décidé de transformer l'abbaye en un autre type d'établissement appelé commenda et ce tournant a mis fin à l'ère du pouvoir féodal de l'abbaye. En même temps, les moines bénédictins ont ajouté à leur titre primitif celui de Saint-Grégoire, qui est resté le seul à définir l'abbaye. 
Avec la création de la Commenda, l'ancien monastère, occupé seulement par une poignée de moines et privé de son rôle d'origine, a fini par devenir une simple organisme de propriété, de sorte que, au fil du temps, de nombreux particuliers clamaient des droits sur les biens appartenant à l'abbaye.

Au milieu du XVIIIe siècle, le titre d'abbaye fut également aboli et au début du XIXe siècle, l'église annexée à l'abbaye faisait partie de celles qui étaient supprimés par le décret napoléonien. Cet espace était donc destiné à la Raffinerie publique de la Monnaie vénitienne, la Zecca. Il s'ensuit que, dans l'abbaye de San Gregorio, plusieurs travaux de restauration et d'adaptation ont été réalisés, qui sont devenus objet d'étude et de réflexion pour John Ruskin, vers le milieu du XIXe siècle, axés sur les caractéristiques de l'abbaye. Son analyse consistait à capturer dans les chapiteaux du cloître des traits stylistiques qui les reliaient aux chapiteaux du Palais Ducal, inaugurant le débat sur la datation et la qualité artistique des éléments gothiques-vénitiens présents dans le monument.
Après la première décennie du XXe siècle, les propriétaires de la partie subsistante de l'abbaye ont décidé de la sauver de la ruine, conservant ainsi des éléments architecturaux et décoratifs appartenant à différentes époques et à différents bâtiments: les chapiteaux du cloître, hétérogènes parmi eux pour le style et les matériaux utilisés, la petite frise byzantine datant du IXe siècle, murée à l'intérieur du cloître, la sculpture du XVe siècle murée dans la calle de l'Abazia, aux fenêtres et au magnifique portail sur le Grand Canal.

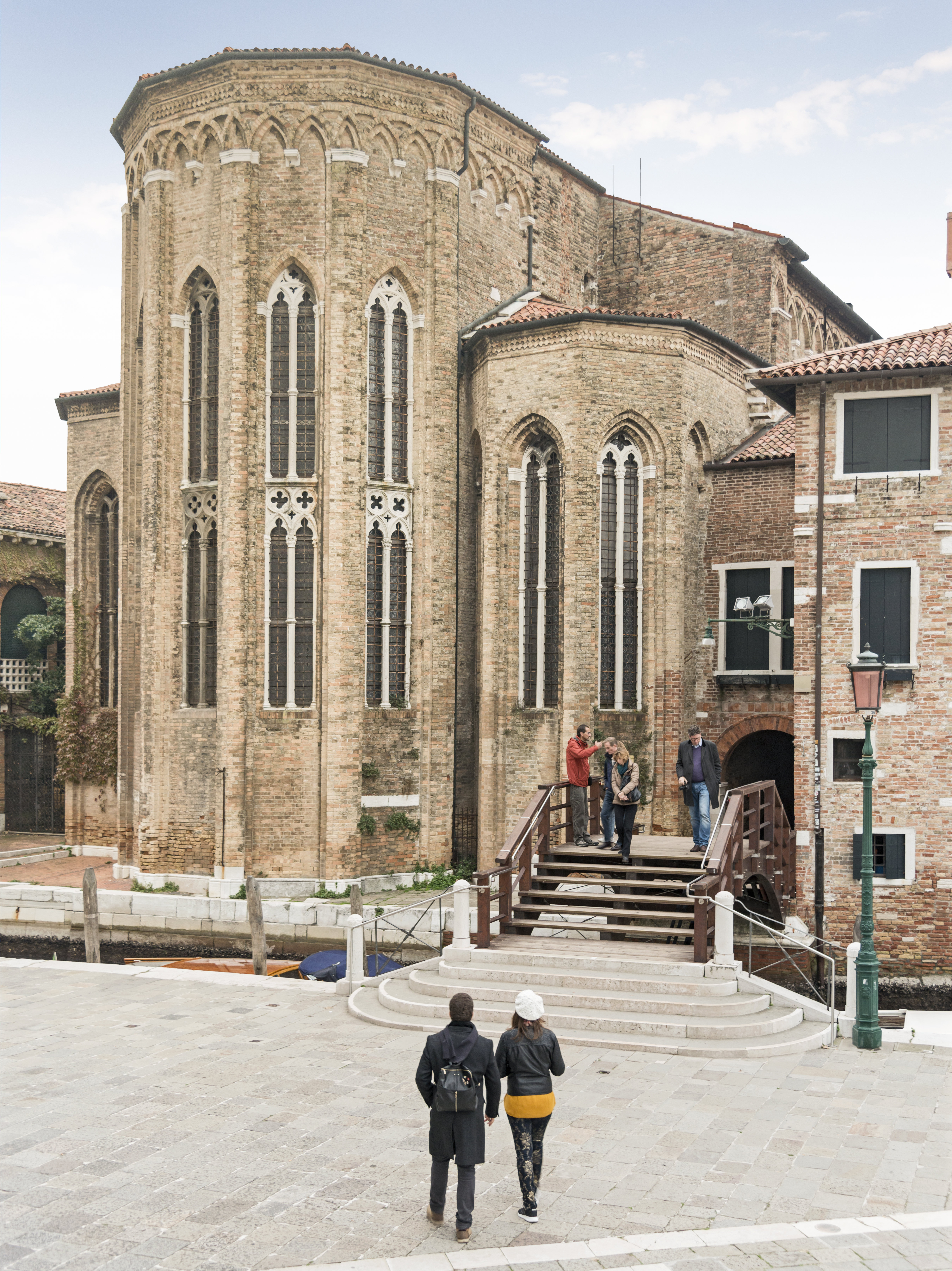
L'abside sur le Campo della Salute
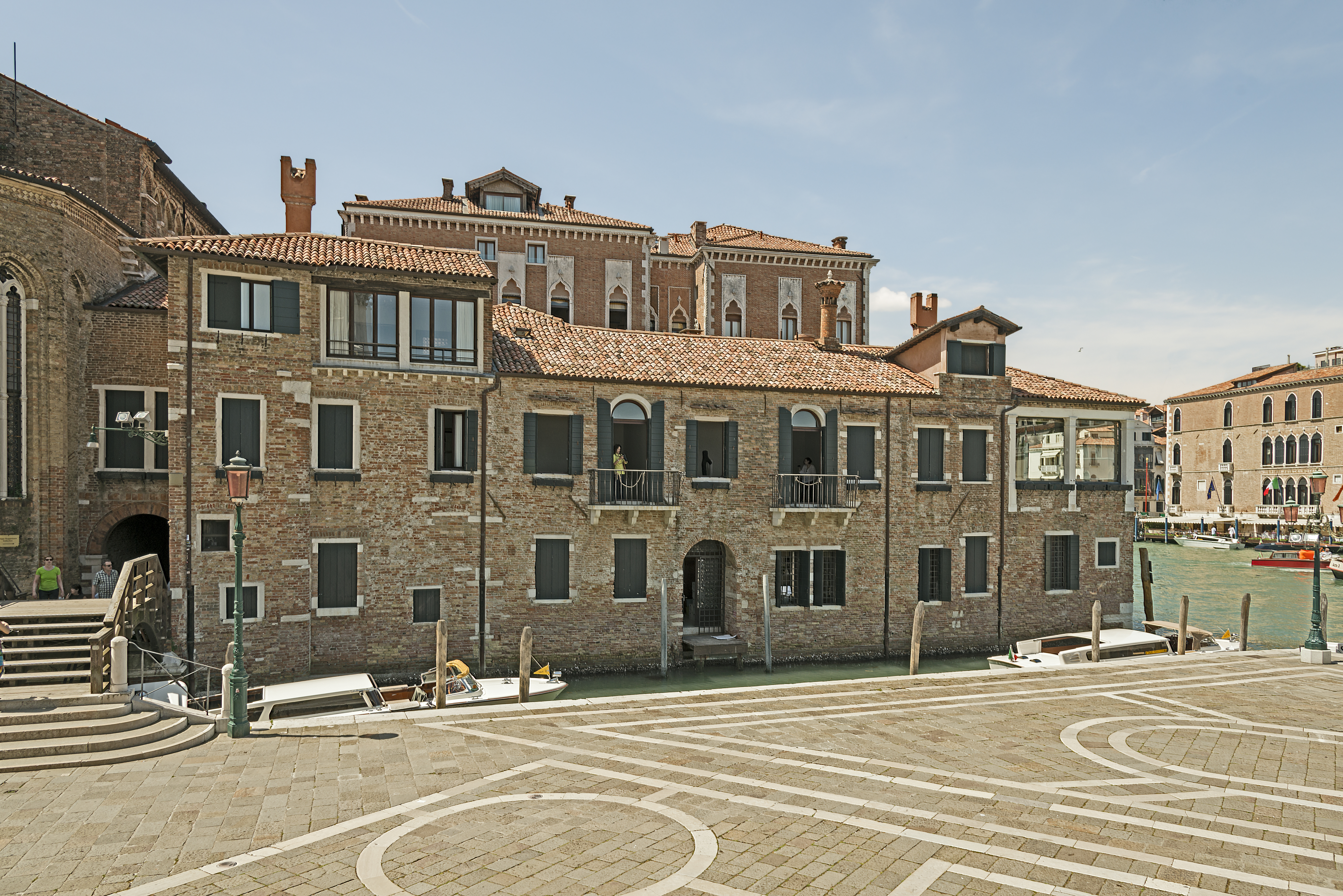
Abbazia San Gregorio à Venise, la façade sur le Rio dela Salute

## Situation
Située à l'entrée du Grand Canal, à côté de l'Église de la Salute, où elle jouit d'une situation privilégiée à un endroit de Venise célébré par des œuvres de peintres et d'écrivains, l'Abbaye de San Gregorio est aujourd'hui admirée comme un monument austère intégré à une partie calme et isolée de la ville. 